# Distrikt Pajarillo
Der Distrikt Pajarillo liegt in der Provinz Mariscal Cáceres in der Region San Martín in Nordzentral-Peru. Der Distrikt wurde am 15. Dezember 1961 gegründet. Er hat eine Fläche von 457 km². Beim Zensus 2017 lebten 5688 Einwohner im Distrikt. Im Jahr 1993 lag die Einwohnerzahl bei 3720, im Jahr 2007 bei 5119. Sitz der Distriktverwaltung ist die 270 m hoch gelegene Ortschaft Pajarillo mit 1445 Einwohnern. Pajarillo befindet sich 4 km östlich der Provinzhauptstadt Juanjuí.

## Geographische Lage
Der Distrikt Pajarillo liegt im äußersten Osten der Provinz Mariscal Cáceres. Der Distrikt liegt am rechten Flussufer des nach Norden strömenden Río Huallaga. Der Río Cuñumbuza fließt entlang der östlichen Distriktgrenze nach Norden.
Der Distrikt Pajarillo grenzt im Südwesten an den Distrikt Campanilla, im Westen und im Nordwesten an den Distrikt Juanjuí, im Osten an den Distrikt Huallaga (Provinz Bellavista) sowie im äußersten Süden an den Distrikt Alto Biavo (Provinz Bellavista).

## Ortschaften
Im Distrikt gibt es neben dem Hauptort folgende größere Ortschaften:
- Bajo Juñao (239 Einwohner)
- Capirona (262 Einwohner)
- Costa Rica (980 Einwohner)
- Cuñumbuza (1763 Einwohner)
- Dos Unidos (270 Einwohner)
- Pampa Hermosa (358 Einwohner)
- San José de Juñao (370 Einwohner)
- Soledad (229 Einwohner)
- Viveres (413 Einwohner)